# Sylvain Freiholz
Sylvain Freiholz, né le 23 novembre 1974 au Brassus, est un sauteur à ski suisse. Comptant un podium en individuel et un podium par équipe en Coupe du monde, il est médaillé de bronze sur grand tremplin aux Championnats du monde de 1997.

## Biographie
Sylvain Freiholz naît le 23 novembre 1974 au Brassus, dans le canton de Vaud. Il participe à sa première épreuve de Coupe du monde le 2 décembre 1990, à 16 ans, avec un 27e rang à Lake Placid. Une semaine plus tard, il atteint la cinquième place sur grand tremplin à Thunder Bay (Canada), devenant le plus jeune Suisse à marquer des points en Coupe du monde. Il est huitième du classement général de la tournée des quatre tremplins 1990-1991, avec notamment une sixième place à Oberstdorf et une septième place à Bischofshofen. Une chute aux Championnats de Suisse l'empêche de participer aux Championnats du monde 1991. En janvier 1992, il est troisième de l'épreuve de Coupe du monde du grand tremplin de Predazzo (Italie) avec l'équipe suisse. Il est aussi quatre fois dans le top 10 en individuel pendant la saison 1991-1992. Il participe à ses premiers Jeux olympiques en 1992 à Albertville (France) à l'âge de 17 ans ; il se classe 24e sur le petit tremplin et 14e sur le grand tremplin. À la fin de la saison, il est médaillé d'argent aux Championnats du monde juniors de Vuokatti (Finlande) derrière le Finlandais Toni Nieminen.
Freiholz participe pour la première fois aux Championnats du monde à Falun (Suède) en 1993, où il est 43e sur petit tremplin et 30e sur grand tremplin. Le 19 décembre 1993, il monte sur le podium pour la seule fois de sa carrière dans une épreuve individuelle de Coupe du monde : il termine deuxième sur le grand tremplin d'Engelberg, en Suisse, derrière le Finlandais Janne Ahonen. Il est 25e sur petit tremplin et 36e sur grand tremplin lors des Jeux olympiques d'hiver de 1994, à Lillehammer (Norvège).
Les années suivantes, il est rarement dans les meilleurs en Coupe du monde mais il obtient des bons résultats aux Championnats du monde. En 1994-1995, il n'entre pas dans le top 8 en Coupe du monde mais il est quatrième sur le petit tremplin individuel et cinquième par équipes aux Championnats du monde de Thunder Bay (Canada). Il ne fait pas mieux que neuvième pendant la saison de Coupe du monde 1996-1997. Il est septième sur le petit tremplin des Championnats du monde de Trondheim, en Norvège. Neuvième après la première manche, il remporte ensuite la médaille de bronze sur le grand tremplin.
Aux Jeux olympiques d'hiver de 1998 à Nagano (Japon), Sylvain Freiholz termine sixième de l'épreuve par équipes, 29e sur petit tremplin et 41e sur grand tremplin. Son meilleur résultat de la saison de Coupe du monde est une cinquième place sur le grand tremplin de Falun. En 1999, il est 33e sur petit tremplin et 16e sur grand tremplin des Championnats du monde. Deux ans plus tard, il est neuvième des épreuves par équipes et n'entre pas dans le top 20 en individuel. Il termine septième par équipe ainsi que 25e et 27e en individuel lors des Jeux olympiques d'hiver de 2002 à Salt Lake City, aux États-Unis. Il gagne sept titres nationaux pendant sa carrière.
En 2003, Freiholz annonce la fin de sa carrière à l'âge de 28 ans, après treize saisons au plus haut niveau. Diplômé en microélectronique, il devient ingénieur pour l'entreprise horlogère Audemars Piguet qui a été son sponsor pendant plusieurs années,. Depuis 2003, il est consultant pour la Télévision suisse romande puis  la Radio télévision suisse.

## Palmarès

### Jeux olympiques
| Épreuve / Édition | Albertville 1992 | Lillehammer 1994 | Nagano 1998 | Salt Lake City 2002 |
| Petit Tremplin    | 24e              | 25e              | 29e         | 25e                 |
| Grand Tremplin    | 14e              | 36e              | 41e         | 27e                 |
| Par Equipes       | —                | —                | 6e          | 7e                  |

### Championnats du monde
| Épreuve / Édition | Épreuve / Édition | Falun 1993 | Thunder Bay 1995 | Trondheim 1997 | Ramsau 1999 | Lahti 2001 | Val di Fiemme 2003 |
| Petit Tremplin    | Petit Tremplin    | 43e        | 4e               | 7e             | 33e         | 29e        | 41e                |
| Grand Tremplin    | Grand Tremplin    | 30e        | 18e              | Bronze         | 16e         | 22e        | 41e                |
| Par Equipes       | PT                | —          | —                | —              | —           | 9e         | —                  |
| Par Equipes       | GT                | —          | 5e               | —              | —           | 9e         | 9e                 |

### Championnats du monde de vol à ski
| Épreuve / Édition | Planica 1994 | Kulm 1996 | Oberstdorf 1998 | Harrachov 2002 |
| Individuel        | 15e          | 30e       | 27e             | 25e            |

### Championnats du monde junior
- Médaille d'argent en 1992 à Vuokatti (Finlande)

### Coupe du monde
- Meilleur classement final : 23e en 1992 et 1996.
- Meilleur résultat : 2e.

#### Différents classements en Coupe du monde
| Saison    | Rang | Points |
| --------- | ---- | ------ |
| 1990-1991 | 27e  | 31     |
| 1991-1992 | 23e  | 36     |
| 1993-1994 | 27e  | 144    |
| 1994-1995 | 39e  | 69     |
| 1995-1996 | 23e  | 292    |
| 1996-1997 | 27e  | 173    |
| 1997-1998 | 25e  | 232    |
| 1998-1999 | 42e  | 78     |
| 1999-2000 | 53e  | 35     |
| 2000-2001 | 42e  | 89     |
| 2001-2002 | 74e  | 6      |
| 2002-2003 | 66e  | 15     |